# イノンゴ
イノンゴ（フランス語: Inongo）はコンゴ民主共和国の都市である。
マイ＝ンドンベ州の州都である。

## 概要
マインドンベ湖の東岸に位置する。気候はケッペンの気候区分で熱帯モンスーン気候である。

## 交通

### 空港
- イノンゴ空港（英語版）